# 克卜勒42

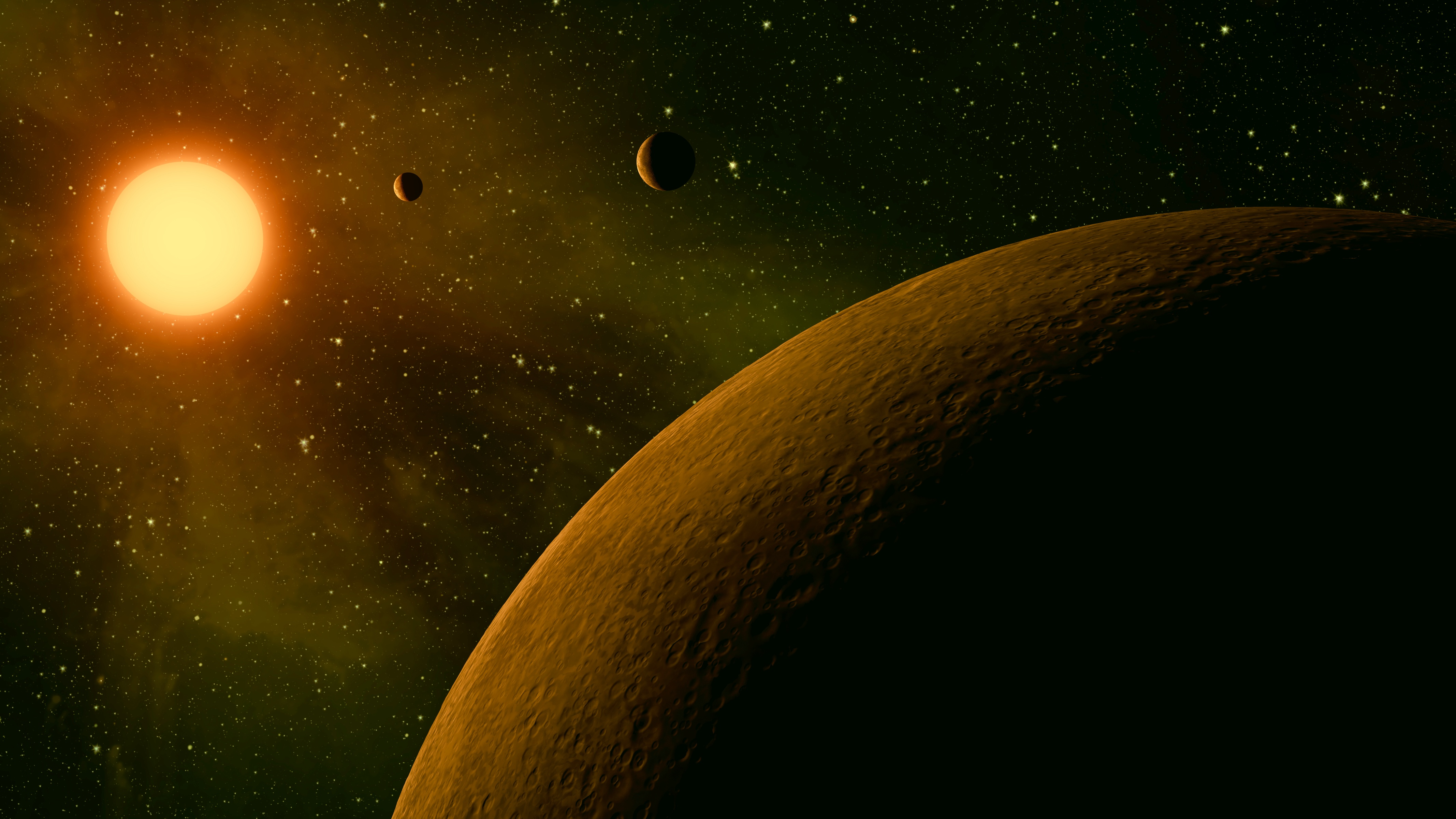
藝術家筆下的克卜勒42系統

克卜勒42（Kepler-42），舊稱KOI-961，是一個位於天鵝座的紅矮星，距離地球約126光年。該恆星旁已發現三顆質量與體積都較地球小的系外行星。

## 概述
克卜勒42的質量是太陽的0.13倍，半徑是太陽的0.17倍，相當於1.7倍木星半徑。光度只有太陽的0.24%，金屬量則大約是太陽的三分之一。KOI-961極高的自行最讓人注意，達到了431±8 mas/年。

## 行星系統
2012年1月11日克卜勒太空望遠鏡以凌日法發現該恆星有三顆行星，體積介於火星和金星之間。
| 成員 (依恆星距離) | 质量     | 半長軸 (AU) | 轨道周期 (天)         | 離心率 | 傾角 | 半径     |
| ----------------- | -------- | ----------- | --------------------- | ------ | ---- | -------- |
| c                 | <2.06 M⊕ | 0.006       | 0.45328509 ± 9.7x10-7 | —      | —    | 0.065 RJ |
| b                 | <2.73 M⊕ | 0.0116      | 1.2137672 ± 4.6x10-6  | —      | —    | 0.070 RJ |
| d                 | <0.9 M⊕  | 0.0154      | 1.856169 ± 1.4x10-5   | —      | —    | 0.051 RJ |

這三顆行星的觀測資料起初是受到質疑的。克卜勒42b的誤差機率是6.7×10-4，克卜勒42c誤差機率是1.4×10-3，在与性質和KOI-961類似的紅矮星巴納德星進行比較後，確認了這三顆行星的存在。
這一發現的意義是確認了宇宙之中有相當數量的類地系外行星存在，克卜勒42d的半徑只有1.07 ± 0.33倍火星半徑（0.57 ± 0.18倍地球半徑），而克卜勒42b是0.78 ± 0.22倍地球半徑、克卜勒42c則是0.73 ± 0.20倍地球半徑。估計銀河系中三分之一的紅矮星可能有類地行星存在，而銀河系中存在大量紅矮星，因此在宇宙中可能有大量類地行星。
此外，近年偵測太陽系外類地行星已有相當的進展，例如2011年12月公布的，在適居帶內的超級地球克卜勒22b和體積與地球相若的克卜勒20e和克卜勒20f。

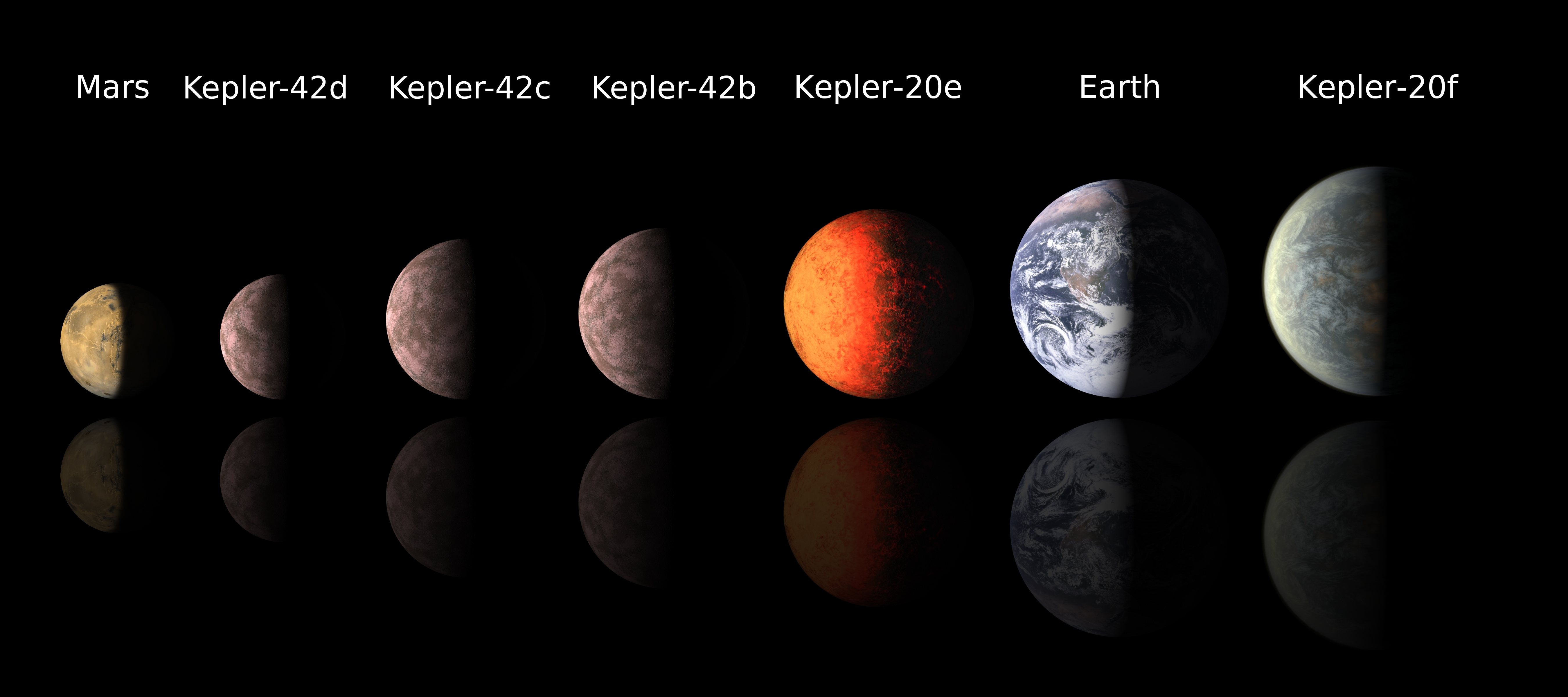
地球、火星和克卜勒42行星系的行星以及克卜勒20e和克卜勒20f體積比較。